# 新安县站
新安县站是一个陇海铁路上的铁路车站，位于中华人民共和国河南省洛阳市新安县城关镇，建于1915年，目前为三等站，由中国铁路郑州局集团洛阳车务段管辖，目前客运：办理旅客乘降；行李、包裹托运；货运：办理整车、零担货物发到；办理整车货物承运前保管；不办理罐装危险货物到达。